# 麻山区
麻山区是黑龙江省鸡西市下辖的一个市辖区。區人民政府駐麻山街道。

## 行政区划
麻山区下辖1个街道办事处、1个镇：
麻山街道和麻山镇。

## 人口
根據第七次人口普查數據，截至2020年11月1日零時，麻山區常住人口為17301人。
截至2020年末，全區總人口3.1萬人。
麻山區以漢族為主，少數民族有滿族、蒙古族、回族、錫伯族、赫哲族等。

## 交通
- 201国道过境。